# Charles Horton Cooley
Charles Horton Cooley, född 17 augusti 1864, död 8 maj 1929 i Ann Arbor, Michigan, var en amerikansk professor i sociologi.
Cooley var från 1904 professor i nationalekonomi vid Michigans universitet. Cooley har framför allt ägnat sig åt social-psykologiska undersökningar. Bland hans skrifter märks Human nature and the social order (1902), Social organization (1909) och Social process (1918).
Cooley menade att arbetarnas organisering och klasskamp var en naturlig aspekt av den sociala organisationsprocessen. Cooleys produktion genomsyras av en humanistisk anda.
Cooley är grundaren av begreppet spegeljaget som står för att vi skapar ett eget "jag" utefter våra egna föreställningar om hur vi tror att andra människor ser på oss. Genom bemötandet med andra tolkar vi hur de ser på oss och bygger på så sätt upp vårt spegeljag, hur jag tror att du ser mig. Detta kan därför också tolkas fel. 

## Biografi
Cooley beskrivs som en skygg person som föredrog ett stilla liv som familjefar och universitetslärare.
År 1918 accepterade han dock att bli ordförande i det amerikanska sociologförbundet.